# جيمس هان (لاعب غولف)
جيمس هان (بالإنجليزية: James Hahn)‏ هو لاعب غولف أمريكي، ولد في 2 نوفمبر 1981 في سول في كوريا الجنوبية.

## وصلات خارجية
- جيمس هان على موقع رابطة لاعبي الغولف المحترفين (الإنجليزية)
- جيمس هان على موقع التصنيف العالمي الرسمي للغولف (الإنجليزية)